# 10984 Ґіспен
10984 Ґіспен (10984 Gispen) — астероїд головного поясу, відкритий 16 жовтня 1977 року.
Тіссеранів параметр щодо Юпітера — 3,613.